# Büne Huber

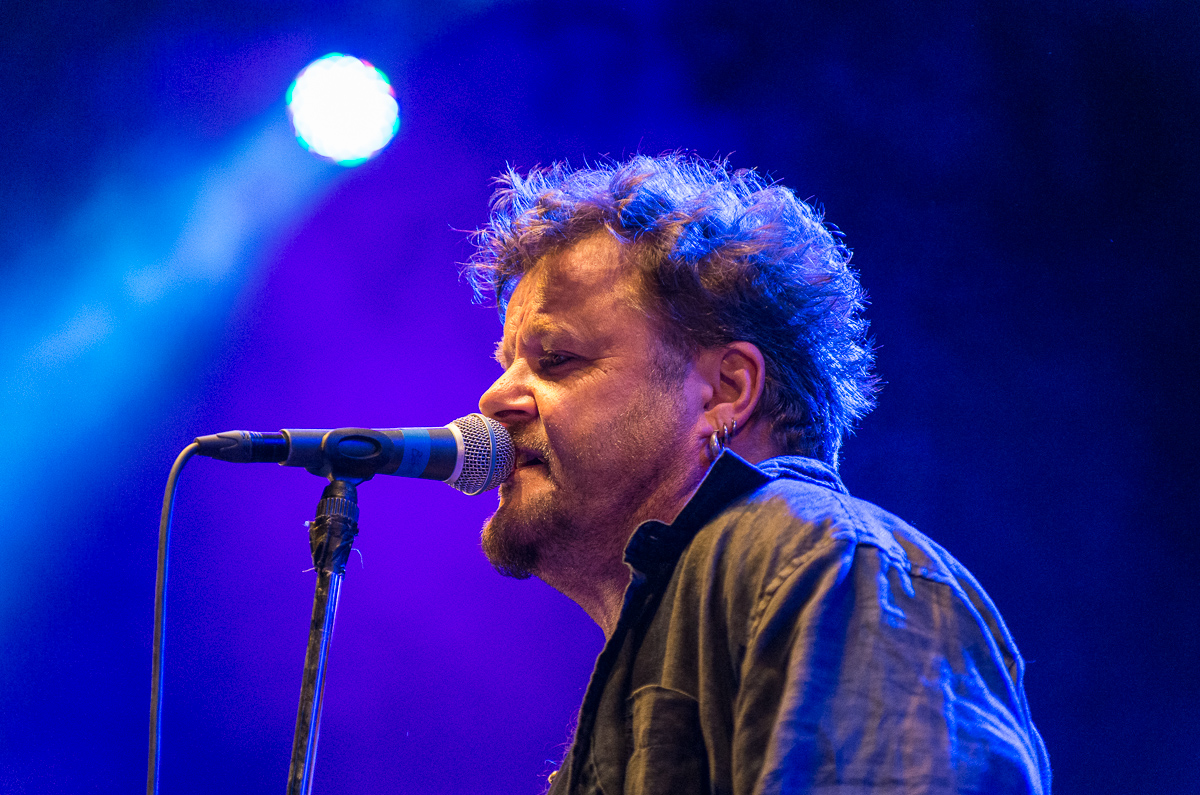
Büne Huber am Stars of Sounds 2013 in Aarberg

Büne Huber (* 27. Februar 1962 in Bern-Bümpliz), eigentlich Hanspeter Huber, ist der Sänger, Frontmann und meist auch Texter der Schweizer Mundartrock-Band Patent Ochsner.

## Leben
Huber wurde als Metallbauschlosser und Sozialpädagoge ausgebildet. 1990 setzte er alles auf die musikalische Karte und gründete gemeinsam mit Böbu Ehrenzeller, Pascal Steiner und Martin Neuhaus die Band Patent Ochsner, die heute bis auf Büne Huber in anderer Zusammensetzung spielt.
2000 veröffentlichte er mit Honigmelonemond sein erstes und bislang einziges Soloalbum. Seither lieh er verschiedenen Projekten seine Stimme, so etwa dem Swiss Jazz Orchestra oder der Hörspielreihe Jimmy Flitz des Berner Kinderliedermachers Roland Zoss.
2010 veröffentlichte er mit der Walliser Sängerin Sina die Single Ich schwöru.
2021 gestaltete Huber für die Schweizerische Südostbahn AG einen Zug mit seinen Kunstbildern.
Im Oktober 2021 nahm er, als erster Schweizer Künstler, mit seiner Band Patent Ochsner und 7 Gastmusikern (unter anderem Sophie Hunger) eine MTV Unplugged Session im Casino Bern auf.